# Nettuno e Amimone
Il Nettuno e Amimone è un affresco proveniente da Villa Carmiano, rinvenuto durante gli scavi archeologici dell'antica città di Stabiae, l'odierna Castellammare di Stabia e conservato al Museo archeologico di Stabia Libero D'Orsi.

## Storia e descrizione
L'affresco risale alla prima metà del I secolo, durante l'età flavia e copriva l'intera parete occidentale del triclinio di Villa Carmiano, di fronte a quello raffigurante Bacco e Cerere: l'opera venne scoperta durante gli anni sessanta del XX secolo, da Libero D'Orsi, il primo a condurre una campagna di scavo nella villa e fu in seguito staccata dalla sua collocazione originale e conservato all'Antiquarium stabiano per preservarne l'integrità; successivamente fu spostato al Museo archeologico di Stabia Libero D'Orsi.
L'affresco si divide in tre sezioni, una centrale, dove è posta la raffigurazione principale e due laterali: nella parte centrale, contornato da disegni di elementi architettonici e su uno sfondo rosso pompeiano, è posto il mito di Amimone, figlia di Danao, salvata e sedotta da Nettuno, immortalati in un abbraccio dal sapore erotico: la rappresentazione, oltre ai due protagonisti, presenta numerosi altri personaggi come un cavallo, un uomo voltato di spalle ed un altro che reca sulle spalle un'anfora; la parte inferiore del quadro è di un azzurro tenue, mentre quella superiore termina con uno sfondo chiaro, nella quale si intravede un putto che porta un pesce sotto ad un braccio. Questa raffigurazione era molto in voga tra gli antichi romani e la si ritrova anche nella Casa dei Vettii, negli scavi archeologici di Pompei. I due pannelli laterali invece, sempre in rosso e contornati da elementi architettonici stilizzati e disegni floreali, hanno al centro due figure volanti, tipico delle decorazioni in cui venivano rappresenti miti dionisiaci: l'affresco principale della stanza era il Trionfo di Dioniso. Interessante la zoccolatura in giallo, anch'essa tripartita: nella parte centrale è raffigurato un paesaggio marino con pesci, mentre nei due laterali degli mostri marini in una cornice marrone.